# Looe
Looe (5 300 ab. circa; in lingua cornica: Logh) è una località balneare (e porto peschereccio) della costa sud-orientale della Cornovaglia (Inghilterra sud-occidentale), situata lungo l'estuario del fiume omonimo, di fronte al Canale della Manica, e storicamente appartenente al distretto soppresso di Caradon.
La località è divisa dal fiume Looe in due parti ben distinte, ovvero West Looe ed East Looe, collegate tra loro da una passerella di epoca vittoriana. Tra i due borghi, esiste anche una storica rivalità campanilistica.
Looe fu sino al XIX secolo un porto trafficato per il trasporto di rame estratto dalle miniere circostanti.

## Etimologia
Il toponimo cornico Logh significa letteralmente "insenatura".

## Geografia fisica

### Collocazione
Looe si trova quasi al confine con il Devon sud-occidentale, a circa metà strada tra Fowey (Cornovaglia) e Torpoint (situata sempre in Cornovaglia), rispettivamente ad est della prima e ad ovest della seconda, nonché a pochi chilometri ad est di Polperro. Dista 37 km da Plymouth.
Di fronte a Looe si trova l'isolotto di Looe Island, situato ad un miglio dalla costa.

## Storia
La prima menzione del borgo di West Looe, un tempo chiamato " Port Bigham", si ha in documento risalente all'anno 1327.
La parrocchia civile di Looe fu creata nel 1845, unendo alcune zone delle parrocchie civili di Talland e St Martin.

## Architettura
Il lungomare di Looe si caratterizzò per la presenza di cabine in stile vittoriano per tutto il XIX secolo.

## Luoghi d'interesse
Uno dei luoghi d'interesse nei dintorni di Looe è il Monkey Santuary, che ospita una colonia di scimmie e di pipistrelli.

## Infrastrutture e trasporti
Da Looe parte una linea ferroviaria che la collega a Liskeard dopo un percorso di 14 km, la Looe Valley Line.

## Amministrazione

### Gemellaggi
- Quiberon

## Galleria d'immagini

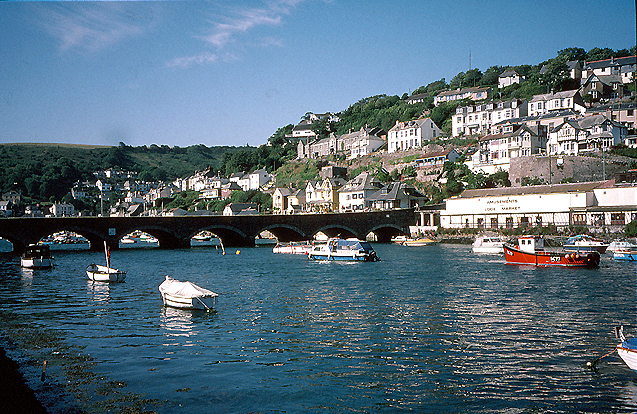
Veduta panoramica di Looe
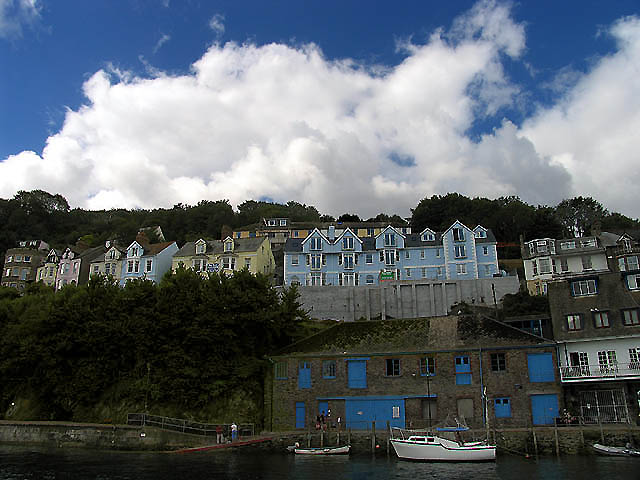
West Looe
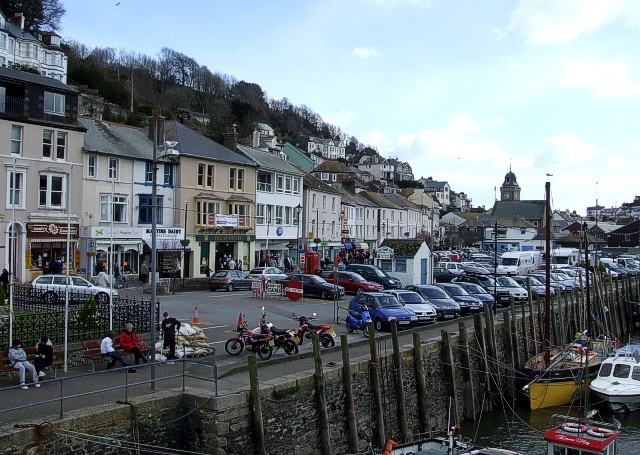
East Looe
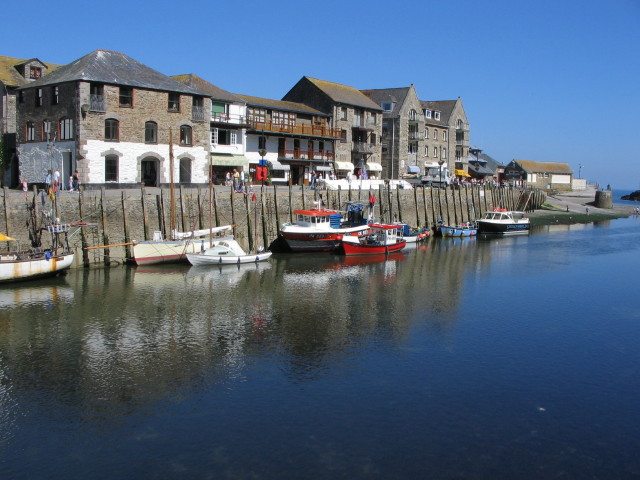
East Looe
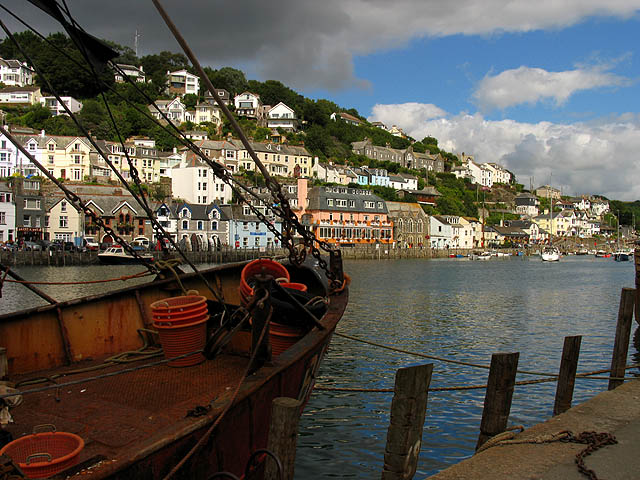
Il porto peschereccio di Looe
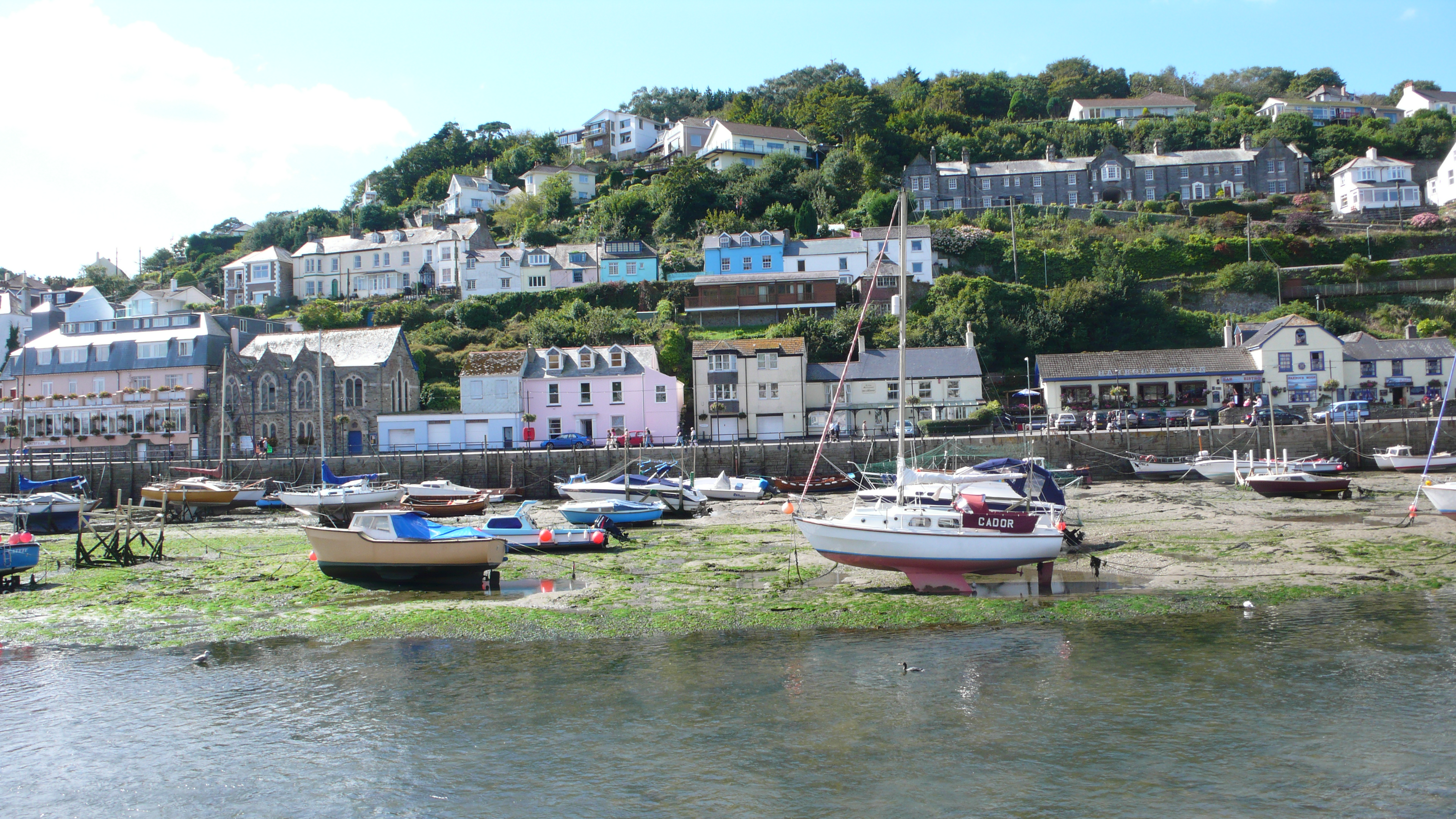
Il porto peschereccio
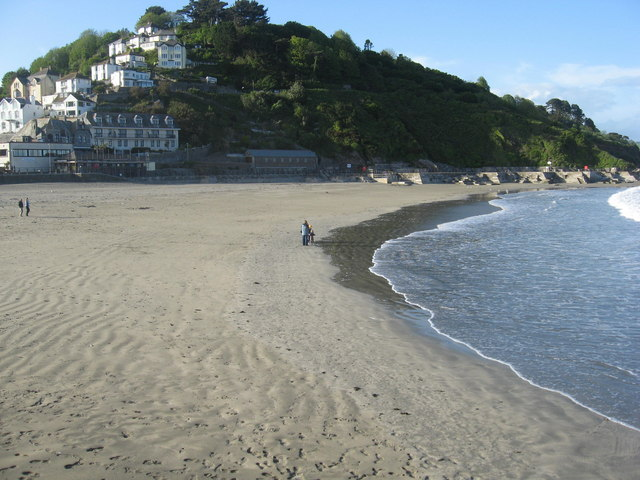
Spiaggia di East Looe
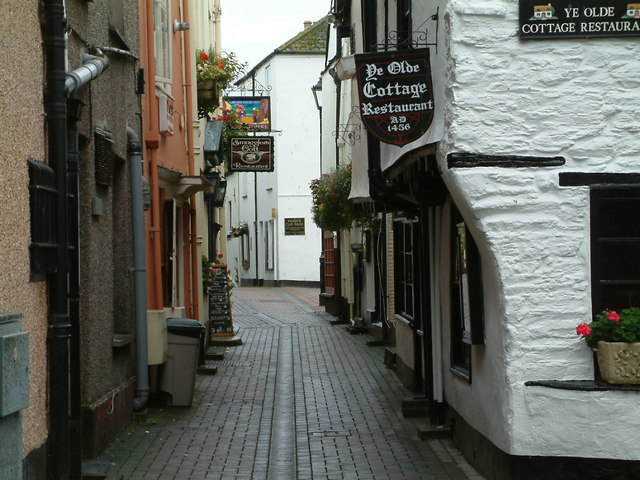
Caratteristica viuzza di Looe
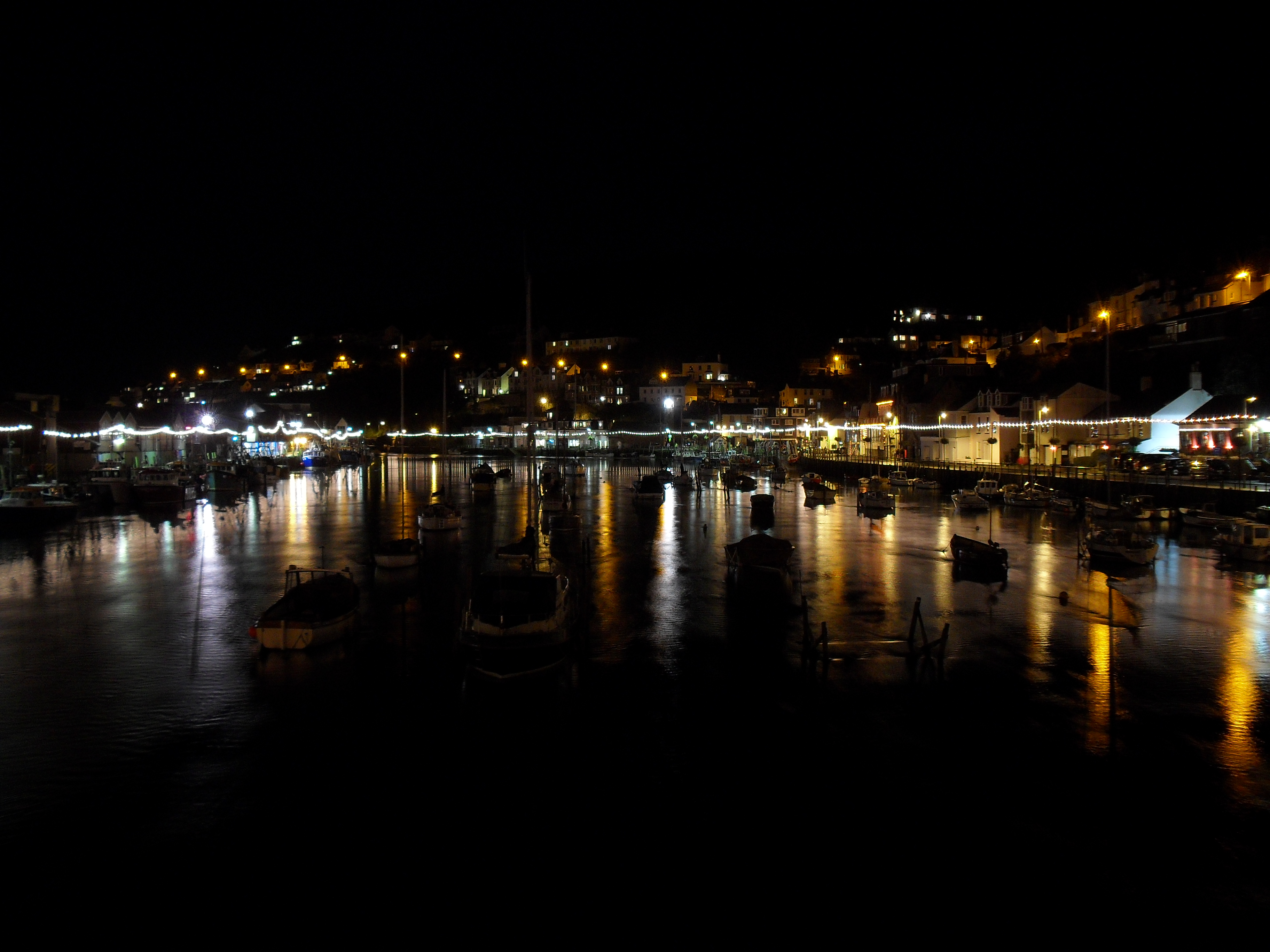
Immagine notturna di Looe